# Jair Rosa Pinto
Jair Rosa Pinto genannt Jair (* 21. März 1921 in Quatis (Rio de Janeiro); † 28. Juli 2005 in Rio de Janeiro) war ein brasilianischer Fußballspieler.

## Karriere
Jair absolvierte sein erstes von 39 Länderspielen im Jahr 1940 beim 1:6 gegen Argentinien, wobei ihm das einzige Tor für Brasilien gelang. Zum großen Star avancierte er bei der Südamerikanischen Meisterschaft 1949, bei der er mit Brasilien den Titel gewann und mit neun Treffern Torschützenkönig wurde.
29-jährig spielte er im Nationalteam die Weltmeisterschaft 1950 in Brasilien. Dabei harmonierte er prächtig mit den beiden anderen Stars der Brasilianer, dem Mittelfeldass Zizinho und Stürmerstar Ademir. Im Finale klemmte Jair in der ersten Halbzeit das Leder gegen den Pfosten und zu Beginn der zweiten Halbzeit traf Friaça vor den 200.000 Zuschauern im Stadion zur Führung. Jedoch geriet das Spiel der Brasilianer danach ins Stocken. Die Niederlage gegen Uruguay schockte die ganze Nation und wurde als Maracanaço zu einer der Legenden der Fußballgeschichte. Nach diesem Spiel zerbrach das magische Dreieck von Jair, Zizinho und Ademir. Auch Jair beendete zunächst seine Nationalmannschaftskarriere, kam aber 1956 nochmals zu zwei Einsätzen.
1963 gab Jair 42-jährig seinen Rücktritt aus dem aktiven Fußballgeschäft bekannt, zuvor hatte er noch für den FC Santos, FC São Paulo, SE Palmeiras und AA Ponte Preta gespielt. Er coachte danach noch einige seiner ehemaligen Mannschaften.
Während seiner Zeit in Santos half er dem jungen Edson Arantes do Nascimento, später bekannt als Pelé, in die erste Mannschaft zu kommen. 
Am 28. Juli 2005 starb Jair im Alter von 84 Jahren an einer Lungenkrankheit.

## Erfolge
Vaso da Gama
- Staatsmeisterschaft von Rio de Janeiro: 1945, 1947

Palmeiras
- Staatsmeisterschaft von São Paulo: 1950
- Torneio Rio-São Paulo: 1951
- Copa Rio: 1951

Santos
- Staatsmeisterschaft von São Paulo: 1956, 1958, 1960
- Torneio Rio-São Paulo: 1959

Nationalmannschaft
- Südamerikanische Meisterschaft: 1949

## Auszeichnungen
- Torschützenkönig der Südamerikanischen Meisterschaft 1949 mit 9 Toren